# Srbija do Tokija

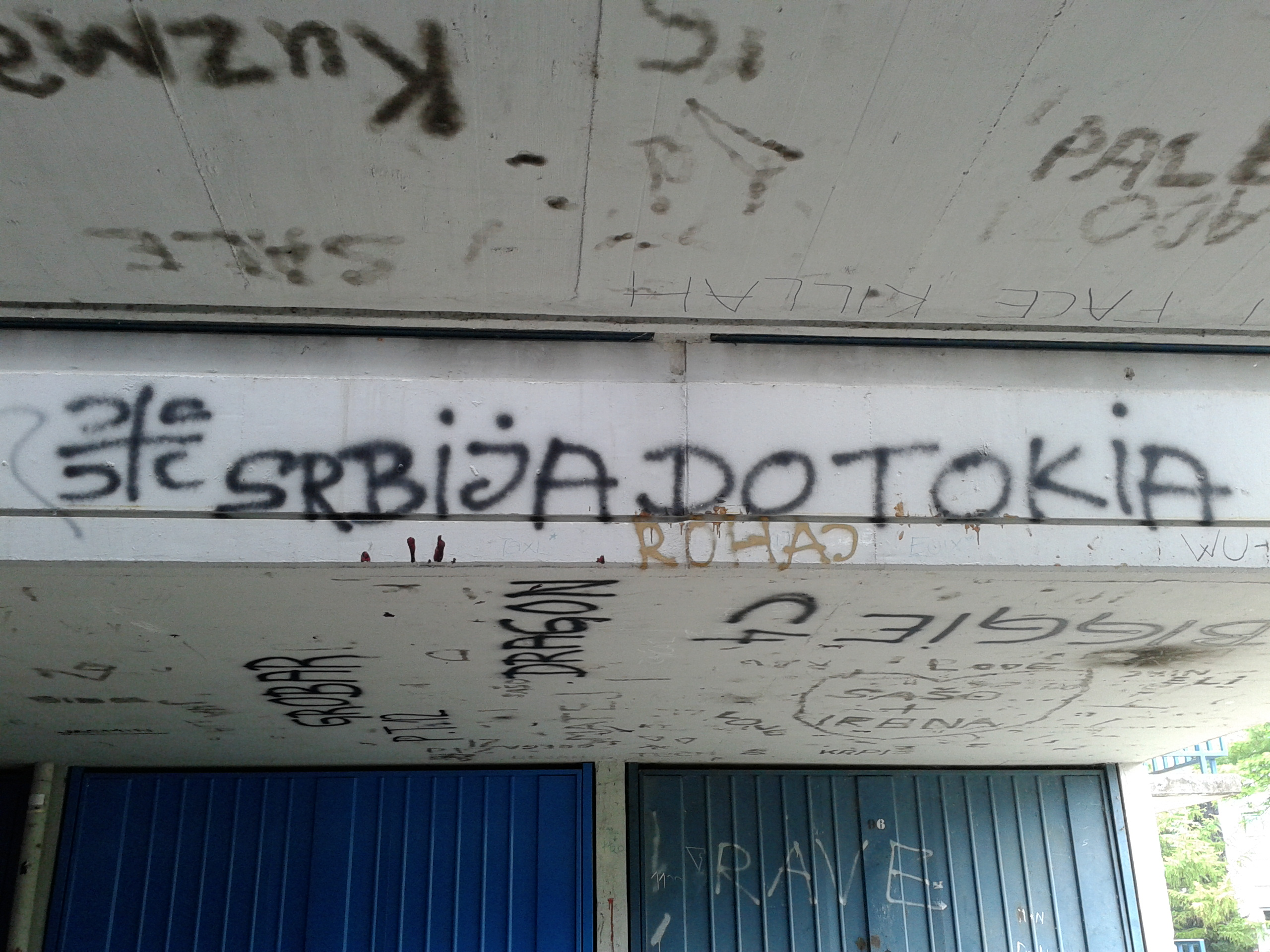
Nápis na zdi budovy v Lublani

Srbija do Tokija či Србија до Токија (česky Srbsko až do Tokia) byl bojový pokřik fanoušků fotbalového klubu Crvena Zvezda Bělehrad při souboji jejich týmu ve finále Interkontinentálního poháru v Tokiu v prosinci 1991 (kde uspěli). Fráze se v atmosféře silného srbského nacionalistického cítění v 90. letech 20. století stala populární, a to nejen v Srbsku samotném, ale i v oblastech, které byly obývané Srby. Z původně nenápadného sportovního sloganu se stalo neoficiální bojové a válečné heslo, které se mimo jiné často objevovalo ve veřejném prostoru jakožto graffiti.